# Pedro Campos

See-Atlas des Vesconte Maggiolo mit Barbados und richtigen Koordinaten (1519)

Pedro Campos (Pedro a Campos; * 15. Jahrhundert; † 16. Jahrhundert) war ein portugiesischer Seefahrer und Entdecker.

## Person
Über die Person des Pedro Campos ist wenig bekannt, selbst seine Geburts- und Todesdaten sind unbekannt. Sicher ist, dass er während seiner einzigen Entdeckungsreise in spanischen Diensten stand.

## Entdeckungsreise
Auf dem Weg nach Brasilien entdeckte Campos 1536 zufällig die unbewohnte Insel Barbados, einen Teil der Kleinen Antillen. Freihängende Wurzeln der Feigenbäume erinnerten ihn dort an einen Bart, so dass er die Insel Barbados (portugiesisch os barbados, deutsch „die Bärtigen“) nannte. Er setzte mitgebrachte Schweine auf der Insel ab, um sie bei der Rückreise zu verspeisen.
Bereits im Dezember 1511 wurde diese – noch als unentdeckt geltende – Insel als „Bernados“ von König Ferdinand II. erwähnt. Roderigo de Figeroa erhielt im Dezember 1518 Anweisungen von Karl V. über ihre Lage, als er Oberrichter von Haiti werden sollte. Im See-Atlas des Vesconte Maggiolo aus 1519 ist Barbados bereits so benannt und in seiner richtigen Position eingezeichnet. Zuvor scheint die Insel auch „Barbudoso“ genannt worden zu sein. Es ist daher zweifelhaft, ob die Namensgebung der Insel auf Campos zurückzuführen ist wie in der Fachliteratur überwiegend vertreten wird.

## Weiteres Leben
Ob Campos jemals das eigentliche Reiseziel Brasilien erreicht hat, ist nicht überliefert. Von seinem weiteren Leben ist nichts bekannt. Barbados war fast 100 Jahre für europäische Staaten uninteressant. Erst als Kapitän Simon Gordon auf der immer noch unbewohnten Insel 1620 landete, begann sich England für sie zu interessieren. Am 14. Mai 1625 beanspruchte Seefahrer John Powell die Insel für England, das sie im November 1966 in die staatliche Unabhängigkeit entließ.